# Joc demo
Un joc demo (prescurtat de la "demonstration") este o versiune limitată a unui joc video, creată și distribuită în scopuri de marketing și de promovare pentru a oferi jucătorilor o mostră din experiența completă a jocului. Demos-urile sunt utilizate pentru a stârni interesul, a atrage atenția și a convinge publicul să achiziționeze versiunea completă a jocului. Ele sunt frecvent distribuite înainte de lansarea oficială a unui joc, dar pot fi disponibile și după lansare, ca parte a campaniilor de marketing.

## Tipuri de jocuri demo
Există mai multe tipuri de jocuri demo, fiecare având caracteristici specifice și scopuri diferite:

### Demo-uri de single-player
Aceste demo-uri oferă jucătorilor o mostră din experiența de joc single-player. Ele includ de obicei unul sau mai multe niveluri sau secțiuni ale jocului, permitând jucătorilor să exploreze mecanicile de bază, povestea și gameplay-ul.

### Demo-uri de multiplayer
Aceste demo-uri permit jucătorilor să experimenteze modul multiplayer al jocului. De obicei, acestea oferă acces la un număr limitat de hărți și moduri de joc, permițând jucătorilor să încerce componentele competitive sau cooperative.

### Beta și alpha
Beta-urile și alpha-urile sunt versiuni de testare ale jocurilor care sunt distribuite către un grup select de jucători sau către publicul larg pentru a identifica și corecta problemele tehnice și pentru a primi feedback înainte de lansarea oficială. Alpha-urile sunt versiuni foarte timpurii, adesea incomplete, în timp ce beta-urile sunt mai avansate și mai aproape de produsul final.

## Distribuția jocurilor demo
Jocurile demo pot fi distribuite prin mai multe canale, inclusiv:

### Digital
În era digitală, majoritatea demo-urilor sunt distribuite online prin platforme de distribuție digitală precum Steam, PlayStation Store, Xbox Live, Epic Games Store și altele. Jucătorii pot descărca și instala demo-urile direct pe consolele lor sau pe PC-uri.

### Reviste de jocuri
În trecut, multe reviste de jocuri includeau CD-uri sau DVD-uri cu demo-uri ale jocurilor, oferind cititorilor posibilitatea de a încerca titluri noi.

### Evenimente și expoziții
La evenimente și expoziții de jocuri video, precum E3, Gamescom și PAX, dezvoltatorii și editorii distribuie adesea demo-uri pentru a promova jocurile lor și pentru a oferi jucătorilor și jurnaliștilor șansa de a experimenta titlurile înainte de lansare.

## Avantajele și dezavantajele jocurilor demo

### Avantaje
- Promovare eficientă: Demo-urile pot genera entuziasm și interes pentru un joc, crescând astfel șansele de vânzare.
- Feedback valoros: Jucătorii pot oferi feedback despre demo-uri, ajutând dezvoltatorii să îmbunătățească jocul înainte de lansare.
- Transparență: Oferirea unui demo demonstrează încrederea dezvoltatorilor în calitatea produsului lor.

### Dezavantaje
- Costuri de dezvoltare: Crearea unui demo poate fi costisitoare și consumatoare de timp pentru dezvoltatori.
- Spoilers: Un demo poate dezvălui prea multe detalii despre poveste sau mecanicile jocului, reducând impactul experienței complete.
- Percepții negative: Dacă un demo este perceput ca fiind de slabă calitate, acest lucru poate afecta negativ opinia publicului despre jocul complet.

## Exemple notabile de jocuri demo
1. Final Fantasy XV: Episode Duscae: Un demo lansat pentru a promova Final Fantasy XV, oferind jucătorilor o privire timpurie asupra lumii și mecanicilor jocului.
2. Silent Hills: P.T. (Playable Teaser): Un demo interactiv lansat pentru a anunța și a promova jocul Silent Hills. Acesta a devenit rapid faimos pentru atmosfera sa intensă și a fost considerat unul dintre cele mai bune demo-uri de groază.
3. Spore Creature Creator: Un demo lansat înainte de Spore care permitea jucătorilor să creeze și să interacționeze cu creaturi, oferind un gust din gameplay-ul inovativ al jocului complet.

## Impactul și influența jocurilor demo
Jocurile demo au avut un impact semnificativ asupra industriei jocurilor video. Ele au devenit o parte esențială a strategiilor de marketing și au ajutat la modelarea așteptărilor și experiențelor jucătorilor. De-a lungul anilor, demo-urile au evoluat odată cu tehnologia și preferințele consumatorilor, rămânând un instrument important pentru dezvoltatori și editori în promovarea jocurilor video.

## Concluzie
Jocurile demo sunt o componentă vitală a industriei jocurilor video, oferind jucătorilor oportunitatea de a experimenta titluri noi înainte de a face o achiziție. Ele servesc atât ca un instrument de marketing eficient, cât și ca o modalitate de a obține feedback valoros pentru dezvoltatori. Cu toate că tehnologia și metodele de distribuție s-au schimbat de-a lungul timpului, scopul fundamental al jocurilor demo rămâne același: de a captiva și a convinge publicul să își dorească mai mult.